# Virginia Díaz
Virginia Díaz (Madrid, 29 de mayo de 1974) es una periodista y locutora de radio española. Actualmente dirige 180 grados y El típico programa en Radio 3 de RTVE.

## Biografía
Virginia Díaz nació en Madrid, aunque pasó buena parte de su infancia en Pedro Bernardo (Ávila, Castilla y León). Es licenciada en periodismo por la Universidad Complutense de Madrid.
En 1998 se matriculó en el Máster de Radio del Instituto RTVE y de ahí pasó a trabajar en la redacción de informativos de Radio Nacional de España. A partir del 2000 se integró en la plantilla de Radio 3, primero como una de las presentadoras de Los Conciertos de Radio 3 y posteriormente como locutora en el contenedor Música es 3, bajo la dirección de Beatriz Pécker.
En 2008 comenzó a presentar el programa 180 grados, especializado en novedades de música alternativa española e internacional. Compatibiliza esa labor con la subdirección de Los Conciertos de Radio 3, y desde 2021 también presenta El típico programa, junto con Julio Ródenas.
Desde 2013 hasta 2023 fue presentadora del programa de televisión Cachitos de hierro y cromo, dirigido por Jero Rodríguez y en el que se recuperan videos musicales del archivo histórico de Televisión Española.
En 2017 fue galardonada con el Premio Ondas en la categoría de «Mejor presentador o programa de radio musical».